# ケニアラグビー協会
ケニアラグビー協会（英語: Kenya Rugby Union）はケニアのラグビーユニオンの統括団体。1923年に設立され、1986年にラグビーアフリカ連合（現：ラグビーアフリカ）に創設団体として加盟、1990年に国際ラグビー評議会（現：ワールドラグビー）に加盟した。

## チーム
- ラグビーケニア代表